# Qoros
Qoros Automobile Co., Ltd. (кит. 观致汽车有限公司; пиньинь guān zhì qìchē yǒuxiàngōngsī) — китайская автомобильная компания со штаб-квартирой, расположенной в Шанхае. Компания являлась дочерней компанией Chery Automobile.
Первая модель была представлена в Женеве в марте 2013 года, а затем поступила в продажу в ноябре того же года.

## Модели
В модельном ряде предоставлены модели 3, 5, Young  и 7.

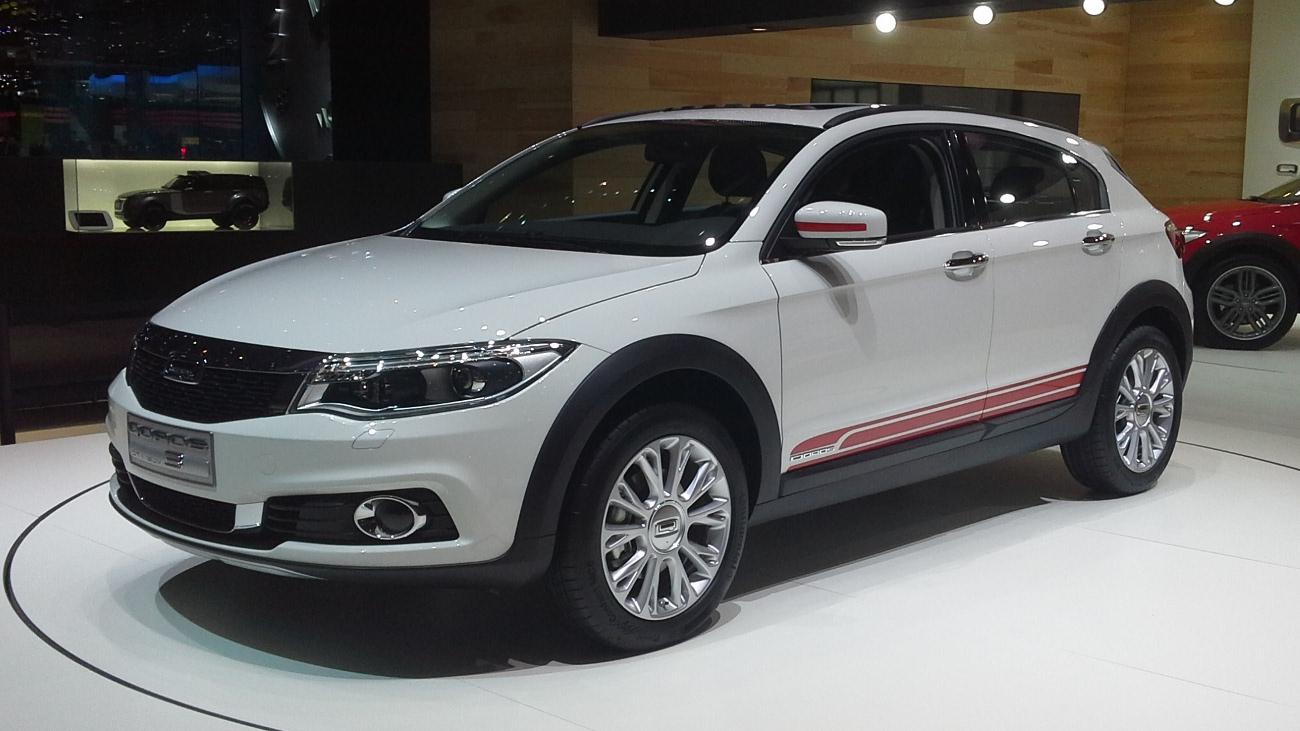
Qoros 3 City SUV
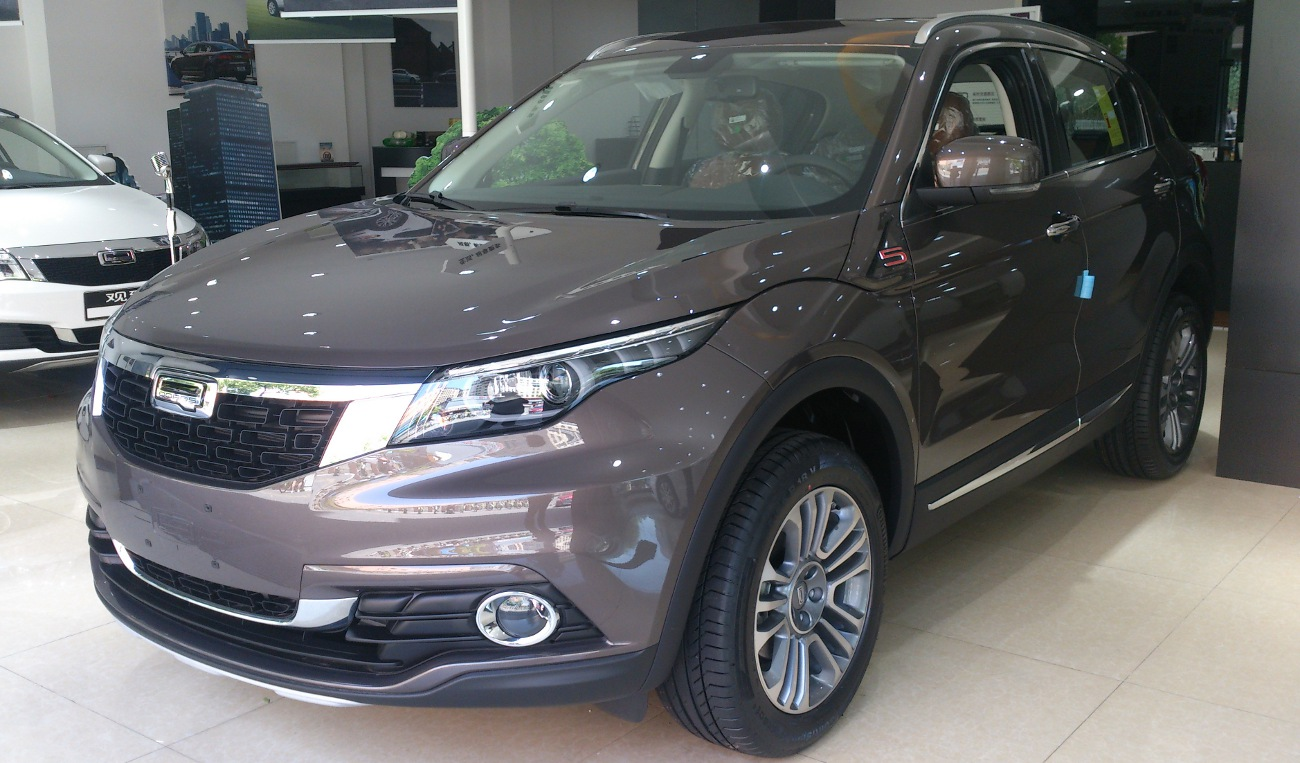
Qoros 5 SUB 02
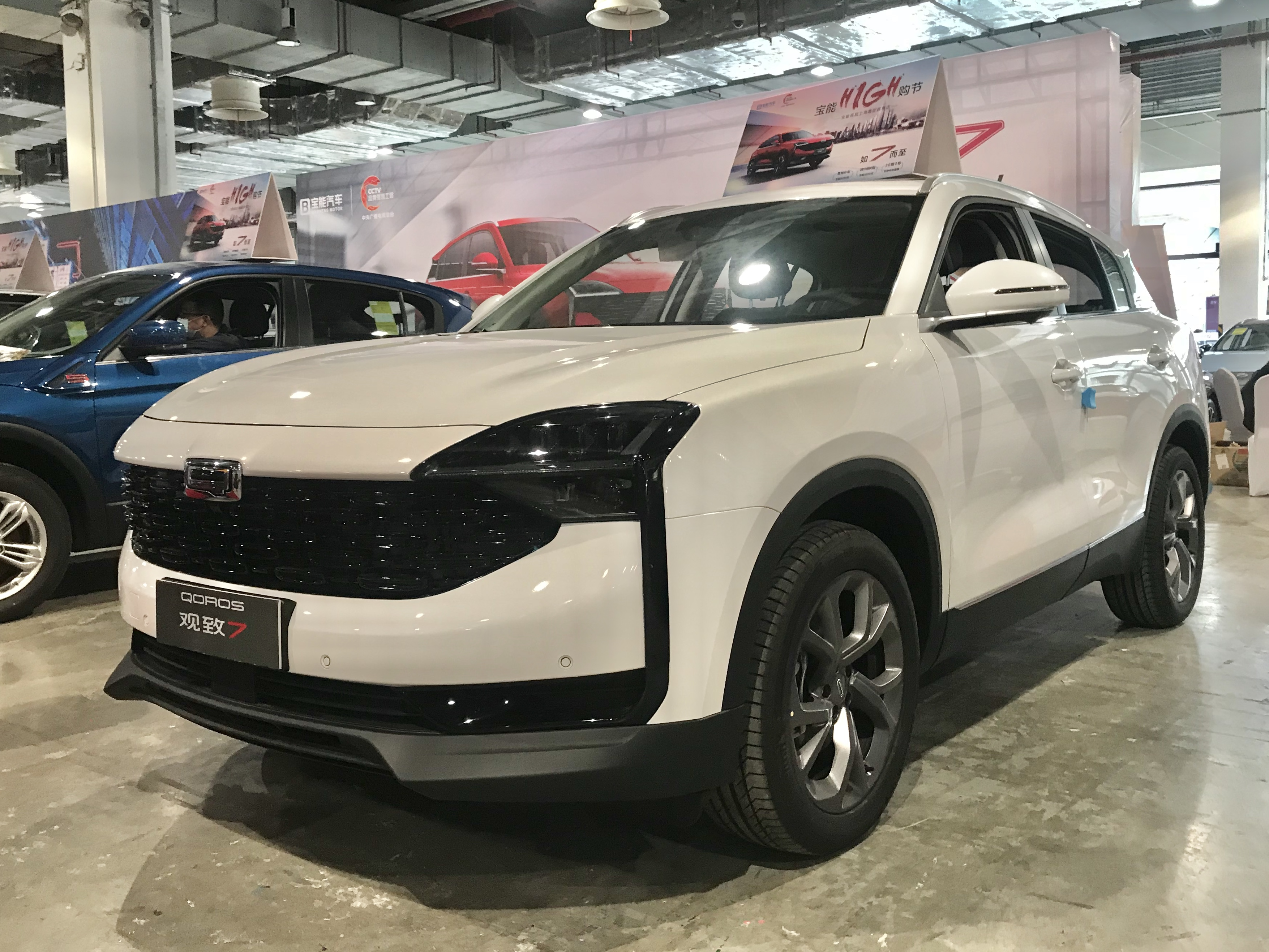
Qoros 7